# 서양로
서양로(Seoyang-ro)는 전라남도 화순군 화순읍 대리2교차로 에서 화순읍 교리IC 를 잇는 도로이다. 화순읍 일대를 우회하는 도로라서 화순읍 배후우회도로라고도 한다.

## 연혁
- 2003년 9월 5일 : 교리 나들목 ~ 전남기술과학고 교차로(화순군 화순읍 교리 ~ 신기리) 1.2km 구간 개통[1]
- 2004년 4월 26일 : 신기 교차로 ~ 광덕 교차로(화순군 화순읍 신기리 ~ 광덕리) 2.32km 구간 개통[2]
- 2004년 6월 5일 : 광덕 교차로 ~ 다지2호광장 교차로(화순군 화순읍 광덕리) 990m 구간 개통[3]

## 주요 경유지
전라남도
- 화순군 (화순읍)

## 노선
| 이름               | 접속 노선              | 소재지        | 소재지        | 비고          |
| 오성로와 직결      | 오성로와 직결          | 오성로와 직결 | 오성로와 직결 | 오성로와 직결 |
| ------------------ | ---------------------- | ------------- | ------------- | ------------- |
| 대리2 교차로       | 국도 제22호선 (화보로) | 화순군        | 화순읍        |               |
| (교량 명칭 미상)   |                        | 화순군        | 화순읍        |               |
| 삼천1 교차로       | 쌍충로                 | 화순군        | 화순읍        |               |
| 삼천2 교차로       | 진각로                 | 화순군        | 화순읍        |               |
| 삼천2교            |                        | 화순군        | 화순읍        |               |
| 삼천3 교차로       | 상삼1길                | 화순군        | 화순읍        |               |
| 다지2호광장 교차로 | 광덕로                 | 화순군        | 화순읍        |               |
| 광덕 교차로        | 충의로                 | 화순군        | 화순읍        |               |
| 일심 교차로        | 화동로                 | 화순군        | 화순읍        |               |
| 전대병원 교차로    | 중앙로                 | 화순군        | 화순읍        |               |
| 신기 교차로        | 광덕로                 | 화순군        | 화순읍        |               |
| 전남과학고 교차로  | 만연로                 | 화순군        | 화순읍        |               |
| 만연사 교차로      | 진각로                 | 화순군        | 화순읍        |               |
| 교리터널           |                        | 화순군        | 화순읍        |               |
| 교리IC             | 국도 제22호선 (화보로) | 화순군        | 화순읍        |               |

## 주요 건물 및 시설
- 농협 화순축협 하나로마트 본점 (서양로 145/삼천리 541)
- 농협 화순축산농협 본점 (서양로 145/삼천리 541)
- 전남대학교 (서양로 322/일심리 113)
- 화순전남대학교병원 (서양로 322/일심리 113)